# 瓏灰蝶
瓏灰蝶（学名：Leucantigius atayalicus），又名璐灰蝶、姬白小灰蝶、姬白灰蝶，为灰蝶科瓏灰蝶屬下的一个种。

## 描述
本種雌雄外型相近，僅差異細微。屬中型灰蝶。體背褐色，腹面白色。頭部有褐毛，複眼具白邊且疏被毛；觸角深褐帶白環，下唇鬚白色、末端深褐。胸腹背面深褐，腹面白。足白色，脛節與跗節具深褐帶紋；雄蝶前足跗節癒合末端彎尖，雌蝶不癒合。
前翅長12-18 mm，呈三角形，前緣與外緣弧形，略凸。後翅三角形，CuA2脈末端具細尾突。翅背面底色褐色，前翅偶有灰白紋，後翅外緣有白色窄線與模糊黑斑。雌蝶翅色略淺，後翅有時帶白色弦月紋。
翅腹面白色，中央具雙重褐色線帶，後翅CuA2室處反折成V形。前翅基部有一對短條，後翅基部有三對短條；前翅中室末端亦有深褐雙線短條。外緣有褐色斑列，亞外緣有弦月紋與灰點組成的雙列斑紋。臀區與CuA1室各具黑點橙斑，形成眼狀斑。緣毛多為白色。

## 分佈
分布於中國華中至華東、海南島、台灣等地。臺灣分佈於本島中海拔山區。

## 棲地
棲息於常綠闊葉林，一年一世代，成蝶於晚春至初夏出現，活動於樹冠層。幼蟲以殼斗科青剛櫟及錐果櫟的新芽為食，冬季以卵態越冬，產於寄主植物枝幹下方或休眠芽旁。